# Olle Hansson
Olle Hansson   (Luleå, 1904 - 1991) fou un esquiador de fons suec que va competir durant la dècada de 1920.
En el seu palmarès destaca una medalla de bronze al Campionat del Món d'esquí nòrdic de 1929.